# Chủ nghĩa Trung Quốc trung tâm
Dĩ hoa vi trung (chính văn: 以華為中) là một ý thức hệ được cho khởi phát từ thời Chiến Quốc và có tầm ảnh hưởng sâu rộng trong các nước thuộc vùng văn hóa Đông Á. Ở hậu kì hiện đại, thế giới quan này thường bị nhầm là tư tưởng bá quyền Trung Hoa, bất chấp nội hàm văn hiến phức tạp của nó.

Thiên hạ trong quan niệm dĩ hoa vi trung.

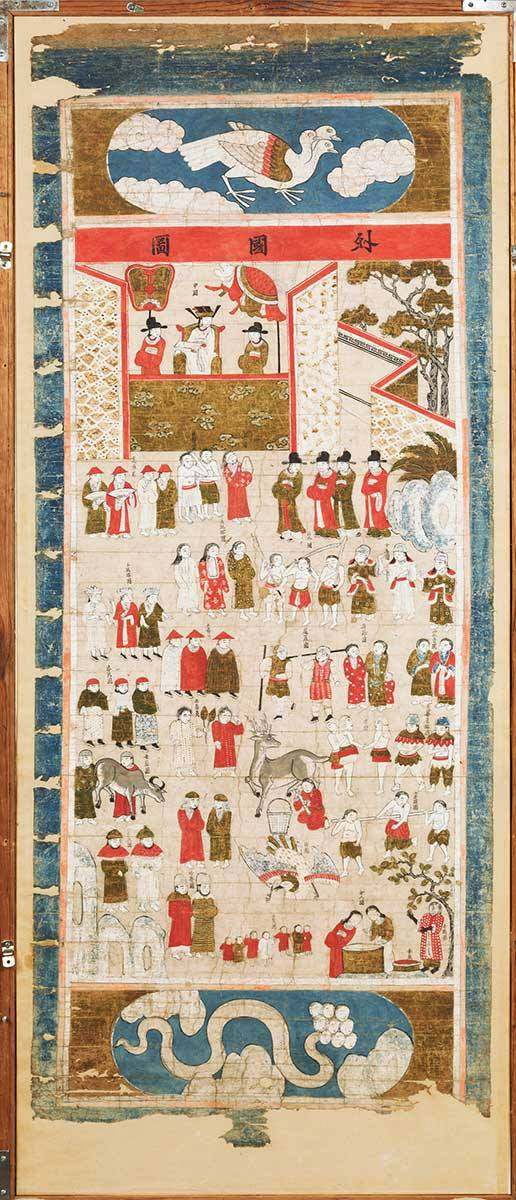
Họa phẩm Ngoại quốc đồ (外國圖) thế kỷ XVIII, triều đình Lê trung hưng được ghi trung quốc (中國).

## Thuật ngữ
Dĩ Hoa vi Trung hoặc dĩ hoa vi trung đều đúng, được diễn Nôm là "lấy văn-minh làm căn-bản". Hoa (華) trong khái niệm nguyên thủy là sự sáng hoặc vùng đã khai hóa, không nội hàm yếu tố quốc gia như mãi về sau. Sự sáng đối lập sự tối, từ đấy suy rộng ra, Man Di (蠻夷) là các vùng u tối hoặc bán khai và vây lấy vùng văn minh. Vì thế, học giới hiện đại thường gọi tư tưởng Hoa Di.
Cứ liệu cổ nhất đề cập ý thức hệ này là Chiến Quốc sách do Lưu Hướng (77 - 06 TCN) chủ biên, nhưng thực chất bổ khuyết những tư liệu đời trước. Kế tục Chiến Quốc sách, ý thức hệ dần hoàn thiện với các lối gọi vùng văn minh hoặc sự văn hiến là trung hoa, trung hạ, trung quốc, trung thổ, trung châu, hoa hạ - đều hàm nghĩa khu vực trung tâm thế giới. Các chính thể coi quản đất ấy được gọi thiên triều hoặc thượng quốc, nghĩa là có sứ mạng thế thiên hành đạo, hay giáo hóa; người cư trú ở đất như vậy đôi khi được gọi hoa nhân, hạ nhân hoặc hán nhân. Đồng thời, quan niệm này cũng chia Man Di thành tứ di hoặc tứ hải, gồm: Đông di, Nam man, Tây nhung, Bắc địch. Cũng lưu ý rằng, đây là cách gọi phiếm, không chỉ đích danh được quốc gia hay bộ lạc nào trong thực tế; bởi ở ngữ cảnh cổ đại, sự am hiểu về thế giới thường mang tính khẩu truyền.

## Lịch sử
Trong khoảng một ngàn năm từ thời Hán, tư tưởng Hoa Di hầu như tồn tại ở vùng lõi Hán quyển, tương ứng một phần lĩnh thổ CHND Trung Hoa ngày nay, nhưng cũng chưa thực sự có sức ảnh hưởng trong giới tinh anh. Bắt đầu từ thời Đường, khi Trung Hoa đủ tiềm lực bành trướng bằng cả quyền lực và văn hóa, ý thức hệ này dần lan ra cả khu vực mà nay là Á Đông. Kể tự bấy, các triều đình và cả hàng ngũ tinh anh Hán quyển đều lấy làm phương thức ứng xử với bên ngoài, đồng thời làm tiêu chuẩn kiến tạo bản sắc. Lưu ý rằng, các triều đình Tân La, Triều Tiên, Nhật Bản, Lưu Cầu và An Nam cũng xưng Hoa, gọi xung quanh là Di Địch cả. Tuy vậy, nhìn chung các chính thể này vẫn lấy triều đình vùng lõi Hán quyển (Trung Hoa ngày nay) làm nguyên mẫu kiến tạo phong tục tập quán và lễ nghi, dùng Hán tự làm phương tiện giao tiếp  (dụng Hạ biến Di).
Từ triều Tống bắt đầu liệt hạng các quốc gia và bộ lạc theo ý thức hệ này làm phương thức ứng xử, tức là phân biệt cao thấp. Ở thời Minh, theo di chiếu của Thái Tổ hoàng đế, có 4 quốc gia Đại Minh cho là trung thần và tuyệt đối không dùng võ lực (việc dụng binh chỉ ở tình thế bất khả kháng và phần nào có hưởng ứng tại các phiên bang), thứ tự ban đầu là: Triều Tiên (Đông quốc), An Nam (Nam quốc), Nhật Bản, Lưu Cầu. Sau này, khi Oa khấu quấy nhiễu duyên hải Lưu Cầu, lại gây chiến với Triều Tiên, thì Lưu Cầu được xếp sau Triều Tiên. Nhìn chung, từ thời Minh sang đến thời Thanh, quy tắc này giữ ổn định nội bộ Hán tự văn hóa quyển, chỉ thực sự suy giảm khi trào lưu thực dân Tây dương tràn tới ở thế kỉ XIX. Cuối thế kỉ XIX, sau khi thất bại trong chiến tranh Hoa-Nhật, Đại Thanh triều chấp nhận hệ thống Westfalen làm phương thức ngoại giao (tức là coi mọi quốc gia đều bình đẳng), sự kiện này được coi là kết thúc về căn bản tư tưởng Hoa Di, đưa lịch sử Á Đông bước sang hiện đại hóa.
Tại An Nam, năm 1811 hoàng đế Nguyễn Thế Tổ ban đạo dụ Hán Di hữu hạn, công bố danh sách 13 phiên thuộc có nghĩa vụ tuế cống. Tuy nhiên, chính sách này không tồn tại bao lâu kèm theo sự suy nhược của Đại Nam đế quốc trước trào lưu Âu hóa.

### Tư liệu
- Public Secrets: Geopolitical Aesthetics in Zhang Yimou's Hero
- Origin of Vietnam name Lưu trữ ngày 16 tháng 10 năm 2011 tại Wayback Machine
- The Rise of East Asia and the Withering Away of the Interstate System
- Sinocentrism or Paranoia
- Suzerain and Vassal, or Elder and Younger Brothers: The Nature of the Sino-Burmese Historical Relationship Lưu trữ ngày 17 tháng 2 năm 2009 tại Wayback Machine